# نادي قرطاجنة
نادي قرطاجنة لكرة القدم (بالإسبانية: Fútbol Club Cartagena)‏ نادي كرة قدم إسباني يلعب في دوري الدرجة الثانية بي. تم تأسيس النادي في عام 1995.

## روابط خارجية
- FC Cartagena